# Bembidion tractabile
Bembidion tractabile är en skalbaggsart som beskrevs av Thomas Casey. Bembidion tractabile ingår i släktet Bembidion och familjen jordlöpare. Inga underarter finns listade i Catalogue of Life.